# 双刺仿蛛形蟹
双刺仿蛛形蟹（学名：Latreillopsis bispinosa）为人面蟹科仿蛛形蟹属的动物。分布于日本、菲律宾、印度尼西亚、澳大利亚、安达曼群岛及非洲东、南岸，包括南海等海域，生活环境为海水，一般栖息于50-185米的泥质沙底。其生存的海拔范围为-185至-50米。该物种的模式产地在菲律宾。